# Pi (lletra grega)
|  | «π» redirigeix aquí. Vegeu-ne altres significats a «nombre π». |

Π, π (pi) és la setzena lletra de l'alfabet grec. Té un valor numèric de 80. El seu valor fonètic és /p/. Prové de la lletra semítica Pê (boca). La forma ϖ era històricament la variant cursiva de la lletra i actualment no se sol usar.
El codi Unicode per a la pi majúscula (Π) és U+03A0, i per a la minúscula (π) és U+03C0. En el llenguatge de marques HTML, pi es pot escriure de la següent manera: &Pi; (majúscula) i &pi; (minúscula).
Com a símbol té usos molt diferents:
- Economia: en majúscula és el símbol del benefici econòmic.
- Matemàtiques:
  - En majúscules és el símbol de l'operació del producte.
  - En minúscules és una constant matemàtica irracional. Vegeu nombre π.
  - A teoria de nombres, la funció π(x) és el nombre primer que és menor o igual a x.
- Física de partícules: representa els mesons π0, π+ i π-, també anomenats pions.